# Niala
El niala (Tragelaphus angasii) és un antílop de Sud-àfrica. És un antílop de banyes en espiral que viu als boscos espessos i no acostuma a trobar-se còmode als espais oberts. Els niales són vistos sovint a prop de basses d'aigua i viuen sols o en petits grups familiars de fins a deu individus.
El mascle fa fins a 110 cm, mentre que la femella arriba fins a 90 cm d'alçada. El mascle té banyes lleugerament espirals i una franja llarga al coll i la part inferior del cos; la femella manca de banyes i no té cap franja visible. El mascle és de color marró fosc, amb la cara i el coll blancs i ratlles blanques verticals al cos. La femella és d'un marró vermellós amb ratlles clares.